# Uniszów
Uniszów – kolonia w Polsce, położona w województwie dolnośląskim, w powiecie strzelińskim, w gminie Borów.
Do 2024 r. miejscowość była przysiółkiem wsi Zielenice . W latach 1975–1998 miejscowość należała administracyjnie do województwa wrocławskiego.

## Zabytki
Do wojewódzkiego rejestru zabytków wpisany jest:
- folwark polny, z drugiej poł. XIX w.:
  - obora z częścią mieszkalną
  - chlew
  - spichrz ze stodołą
  - stodoła z częścią mieszkalną
  - mur graniczny z furtą.